# Harry and the Hendersons
Harry and the Hendersons (bra Um Hóspede do Barulho) é um filme estadunidense de 1987, do gênero comédia fantástica, dirigido por William Dear, com roteiro de Bill Martin e Ezra D. Rappaport baseado na lenda do pé-grande.

## Sinopse
Voltando das férias, a família Henderson atropela um estranho animal, e logo percebem tratar-se do lendário pé-grande. Achando que ele está morto, levam-no para casa, pensando em ganhar algum dinheiro pela descoberta, mas o bicho, além de vivo, revela-se um tremendo boa praça. Agora os Handerson precisam fazer de tudo para mantê-lo escondido das autoridades.

## Elenco
- John Lithgow .... George Henderson
- Melinda Dillon .... Nancy Henderson
- Margaret Langrick .... Sarah Henderson
- Joshua Rudoy .... Ernie Henderson
- Kevin Peter Hall .... Harry
- Lainie Kazan .... Irene Moffat
- Don Ameche .... Dr. Wallace Wrightwood
- M. Emmet Walsh .... George Henderson Sr.
- David Suchet .... Jacques LaFleur

## Principais prêmios e indicações
Oscar 1988 (EUA)
- Vencedor na categoria Melhor Maquiagem[2]